# A8 (Frankrijk)
De A8 is een 230 kilometer lange autosnelweg gelegen in het zuiden van Frankrijk. Zij verbindt de A7 ten westen van de stad Aix-en-Provence met de plaats La Fare-les-Oliviers in het zuidoosten van Frankrijk, bij de Italiaanse grens. Vanaf daar sluit de weg aan op de Italiaanse A10. De A8 verbindt de belangrijkste kuststeden in het zuidoosten van Frankrijk, te weten: Fréjus, Saint-Raphaël, Cannes, Antibes, Nice, Monaco en Menton.

## Knooppunten
- Met de A7 bij Aix-en-Provence.
- Met de A52 bij Pourrières.
- Met de A57 bij Draguignan.
- Met de Italiaanse A10 bij de Frans-Italiaanse grens.

## Trivia
In Frankrijk staat de weg bekend als La Provençale. De route doorkruist namelijk de Provence.

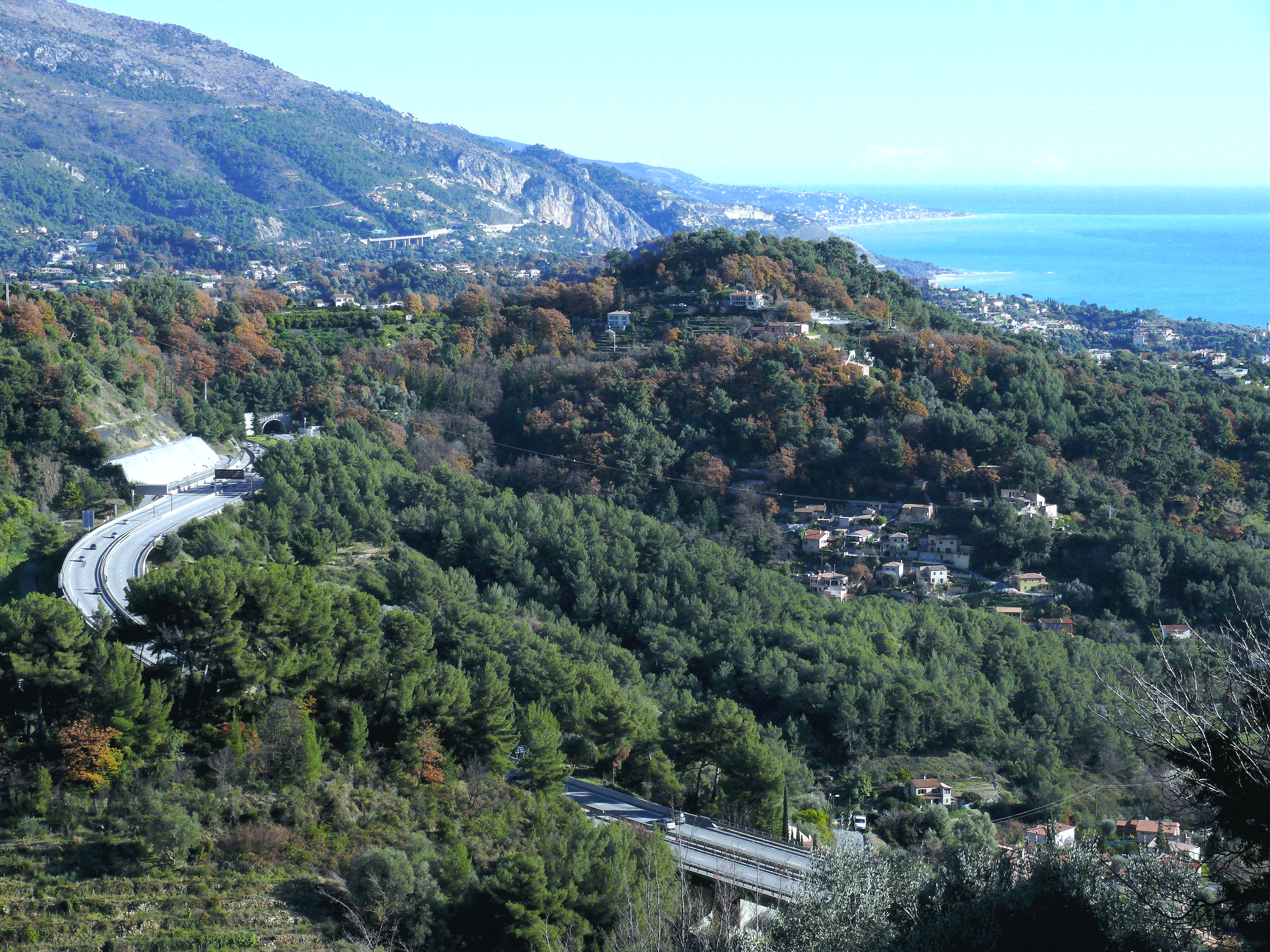
De A8 doorkruist voornamelijk bergachtig terrein op korte afstand van de Middellandse Zee.